# Achelia
Achelia är ett släkte av havsspindlar som beskrevs av Walter Hendricks Hodge 1864. Enligt Catalogue of Life ingår Achelia i familjen Ammotheidae, men enligt Dyntaxa är tillhörigheten istället familjen Acheliidae.

## Dottertaxa tillAchelia, i alfabetisk ordning[1][2]
- Achelia adelpha
- Achelia alaskensis
- Achelia anomala
- Achelia aspera
- Achelia assimilis
- Achelia australiensis
- Achelia barnardi
- Achelia besnardi
- Achelia bituberculata
- Achelia borealis
- Achelia boschi
- Achelia brevicauda
- Achelia brevirostris
- Achelia bullosa
- Achelia chelata
- Achelia columnaris
- Achelia communis
- Achelia crurispinifera
- Achelia curticauda
- Achelia deodata
- Achelia discoidea
- Achelia dohrni
- Achelia echinata
- Achelia fernandeziana
- Achelia gracilipes
- Achelia gracilis
- Achelia hariettae
- Achelia hoekii
- Achelia kamtschatica
- Achelia kiiensis
- Achelia kurilensis
- Achelia laevis
- Achelia lagena
- Achelia lagenaria
- Achelia langi
- Achelia latifrons
- Achelia lavrentii
- Achelia litke
- Achelia longipes
- Achelia megacephala
- Achelia megova
- Achelia mixta
- Achelia nana
- Achelia neotenica
- Achelia orientalis
- Achelia orpax
- Achelia oshimai
- Achelia ovosetosa
- Achelia parvula
- Achelia pribilofensis
- Achelia quadridentata
- Achelia salebrosa
- Achelia sawayai
- Achelia scabra
- Achelia segmentata
- Achelia serratipalpis
- Achelia setulosa
- Achelia sheperdi
- Achelia simplex
- Achelia simplissima
- Achelia socors
- Achelia spatula
- Achelia spinosa
- Achelia spinoseta
- Achelia sufflata
- Achelia superba
- Achelia tenuipes
- Achelia transfuga
- Achelia transfugoides
- Achelia turba
- Achelia uschakovi
- Achelia watamu
- Achelia vulgaris